# Thièvres, Somme
Thièvres là một xã ở tỉnh Somme, vùng Hauts-de-France, Pháp.
Thị trấn này có cự ly khoảng 17 miles về phía bắc của Amiens, trên đường D1. 

## Dân số
| 1962                                                  | 1968 | 1975 | 1982 | 1990 | 1999 |
| ----------------------------------------------------- | ---- | ---- | ---- | ---- | ---- |
| 125                                                   | 127  | 106  | 95   | 127  | 132  |
| Số liệu dân số từ năm 1962, dân số không tính hai lần |      |      |      |      |      |